# Ingrid Petrik
Ingrid Petrik (* 24. November 1935) ist eine österreichische Juristin und ehemalige Höchstrichterin. Petrik war von 1988 bis 1991 als erste Frau in diesem Amt Präsidentin des Verwaltungsgerichtshofs. Zuvor war sie von 1986 bis 1988 ebenfalls als erste Frau dessen Vizepräsidentin sowie die erste Frau im Amt einer Höchstrichterin in Österreich überhaupt.

## Werdegang
Ingrid Petrik wurde am 24. November 1935 geboren und besuchte ein humanistisches Gymnasium, wo sie 1953 maturierte. Anschließend begann sie das Studium der Rechtswissenschaften an der Universität Wien. Am 25. Mai 1961 promovierte sie an der Rechtswissenschaftlichen Fakultät der Universität Wien zur Doktorin der Rechte (Dr. iur.). Die Gerichtspraxis absolvierte sie von 1. August 1961 bis 30. Juni 1963 an verschiedenen Wiener Gerichten.
Mit 1. Oktober 1963 trat Ingrid Petrik als Vertragsbedienstete in den Dienst des Bundesministeriums für Inneres ein, wo sie Referentin in der Abteilung für allgemeine administrativpolizeiliche Angelegenheiten, einer Organisationseinheit der Generaldirektion für die öffentliche Sicherheit, wurde. Am 1. Jänner 1966 erfolgte ihre Ernennung zum Ministerialkommissär, am 1. Juli 1968 die Beförderung zum Ministerialoberkommissär und am 1. Juli 1971 zum Ministerialsekretär. Ab dem 1. Juli 1975 leitete Petrik als Sektionsrat die Abteilung. Am 1. Jänner 1980 wurde sie zum Ministerialrat ernannt und übernahm am 1. Jänner 1984 die Leitung der Gruppe II/E (Verwaltungspolizei) des Bundesministeriums für Inneres.
In ihre Zeit als Gruppenleiterin im Innenministerium mit Zuständigkeit unter anderem für die Kontrolle von Waffenexporten fiel der Noricum-Skandal in Zusammenhang mit illegalen Waffenlieferungen des österreichischen Unternehmens Noricum an die damaligen Kriegsparteien Irak und Iran. Petrik sagte später vor dem parlamentarischen Untersuchungsausschuss des österreichischen Nationalrats aus, ein Telefax des damaligen österreichischen Botschafters in Athen, Herbert Amry, in dem dieser vor den illegalen Waffenverkäufen gewarnt hatte, nie gesehen zu haben. Für diese Äußerung vor dem Untersuchungsausschuss sowie dieselbe Aussage als Zeugin im Noricum-Prozess am Landesgericht Linz wurde sie strafrechtlich belangt und am 12. Dezember 1991 vom Landesgericht für Strafsachen Wien wegen Falscher Beweisaussage rechtskräftig zu einer teilbedingten Geldstrafe verurteilt.
Am 1. Jänner 1986 wurde Ingrid Petrik auf Vorschlag der SPÖ als erste Frau zur Vizepräsidentin des Verwaltungsgerichtshofs ernannt. Sie war damit auch die erste Frau, die überhaupt Mitglied eines der drei österreichischen Höchstgerichte (VwGH, VfGH und OGH) wurde. Im Dezember 1987 folgte nach dem überraschenden Tod des bisherigen VwGH-Präsidenten Viktor Heller ihre Ernennung – erneut als erste Frau – zur VwGH-Präsidentin. Zunächst leitete sie die beiden Senate, deren Vorsitz sie schon als Vizepräsidentin geführt hatte, weiterhin. 1991 trat sie als VwGH-Präsidentin in den Ruhestand.